# Färberpflanze

Indigofera tinctoria

Färberpflanzen sind Pflanzen, die Inhaltsstoffe besitzen, die zum Färben genutzt werden. Zwar enthalten alle Pflanzen Farbstoffe, jedoch genügen nur wenige den Anforderungen an Wirtschaftlichkeit, Qualität wie zum Beispiel Wasch- und Lichtechtheit, biologischer Verfügbarkeit und färbetechnischem Verhalten.
Lange Zeit waren nur Naturfarbstoffe, vor allem aus Pflanzen, verfügbar, um Textilien zu färben. Durch die Entwicklung synthetischer Farbstoffe ab dem 19. Jahrhundert verloren Färberpflanzen einen Großteil ihrer Bedeutung. Heute nimmt die Bedeutung aus ökologischen Gründen bzw. Gründen der Nachhaltigkeit wieder zu. Insgesamt sind etwa 150 Pflanzenarten bekannt, deren Farbstoffe genutzt werden oder wurden. Färberpflanzen liefern auch Farbmittel für Lebensmittel, Kosmetika, Papier und andere Anwendungen.

## Funktion, Chemie und Nutzung

Strukturformel von Indigo

Farbmittel haben in Pflanzen essentielle Bedeutung für die Photosynthese, sind wichtig als Signalfarbe für Blüten und Früchte, als Sekundärmetabolite mit Abwehr- und anderen Funktionen. Pflanzliche Farbmittel sind organische Verbindungen, die Anteile des sichtbaren Lichts absorbieren. Diese Verbindungen enthalten in der Regel konjugierte Doppelbindungen und/oder aromatische Bereiche. An diesen Bereichen der Verbindungen liegen Elektronen in besonderen Zuständen vor, welche die Absorption bestimmter Wellenlängen des Lichts ermöglichen. Der nicht absorbierte Anteil wird reflektiert und kann vom menschlichen Auge als Farbton wahrgenommen werden.
Je nach Verwendungsbereich finden unterschiedliche Verbindungen pflanzlicher Herkunft Anwendung:
- Kosmetik: Anthocyane; Anthrachinone
- Lebensmittel: Carotinoide und Xanthophylle; Chlorophyll; Anthocyane; Betaine; etc.
- Textilien, Leder, Papier: Flavone, Flavonole und Xanthone; Anthrachinone; Naphthachinone; Indigo; etc.

Beim Färben wird textiles Material durch Farbmittel in Färbe- oder Druckprozessen koloriert. In der Textil- und Lederfärbung wird dabei das Material in der Regel erst durch eine Beize oder durch Gerbstoffe vorbereitet, um eine dauerhaftere Farbverbindung und/oder besondere Farbnuancen zu erreichen. Dazu dienten neben bergbaulich gewonnenen Metallsalzen wie Alaun auch Bestandteile tierischer oder pflanzlicher Stoffe wie Urin oder Tannine beispielsweise aus Eichenrinde. In der Malerei wurden vor allem Farblacke verwendet, bei denen der Pflanzenfarbstoff auf ein Substrat wie Kreide oder Bleiweiß aufgezogen wurde, um anschließend wie ein Pigment vermalt werden zu können. Pflanzenfarben können aber auch ohne Substrat lasurartig aufgetragen werden.

## Geschichte und heutige Bedeutung

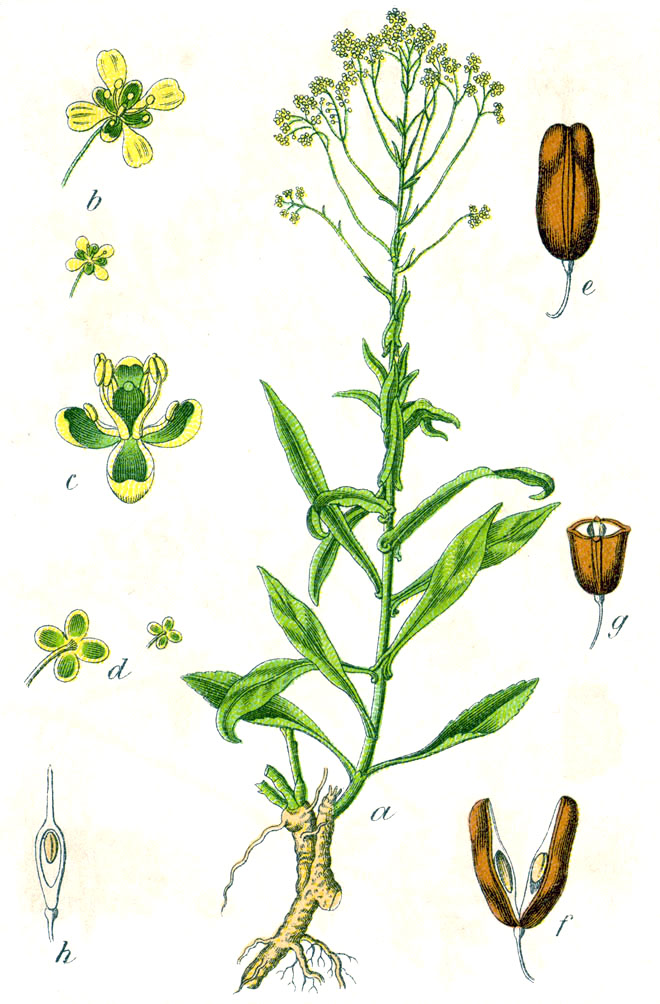
Der Färberwaid (Isatis tinctoria) war in Europa seit der Eisenzeit eine wichtige Färberpflanze für Blau

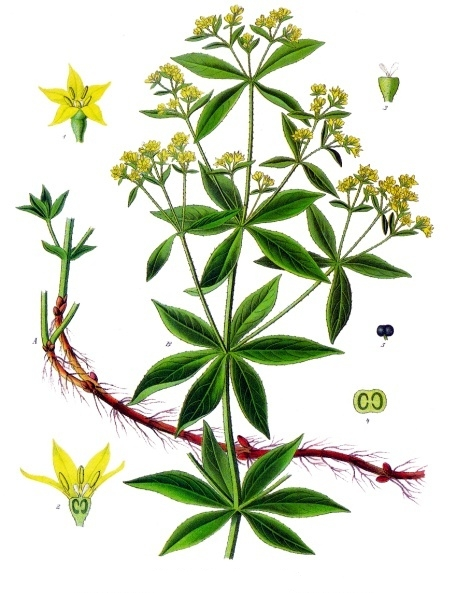
Die Wurzel des Färberkrapps (Rubia tinctorum) lieferte in Europa seit der römischen Eisenzeit den roten Farbstoff Alizarin

Die Verwendung von Naturfarbstoffen lässt sich bis in die jüngere Altsteinzeit zurückverfolgen (15.000 bis 9.000 v. Chr.). Lange Zeit spielten nur pflanzliche Farbstoffe eine wichtige Rolle beim Färben von Geweben aus Naturfasern. Farbstoffe waren oft auch wichtige und kostbare Handelsgüter. Im Mittelalter begann man in Europa, Färberpflanzen anzubauen. Die wichtigsten waren Färberwaid für Blau, Färberkrapp für Rot und Färberresede (Färber-Wau) für Gelb, sowie auch die Schwarze Malve und die Pfingstrose. Die Farbgewinnung und -verarbeitung folgte dabei strengen Regeln, die durch die Handwerkszünfte aufgestellt und kontrolliert wurden. Seit dem 19. Jahrhundert wurden immer mehr synthetische Farbstoffe auf Basis von Kohle und Erdöl hergestellt, die die Pflanzenfarbstoffe verdrängten.
Heute haben Färberpflanzen eine geringe wirtschaftliche Bedeutung, werden jedoch im Hobbybereich verwendet. In den vergangenen Jahren nahm auch das wirtschaftliche Interesse an natürlich gefärbten Textilien wieder zu. Es wird versucht, Anbau-, Verarbeitungs- und Nutzungsverfahren für Färberpflanzen den heutigen ökologischen und technischen Ansprüchen anzupassen und so diese nachwachsenden Rohstoffe wieder attraktiv zu machen.

## Pflanzenarten
(siehe auch Liste der Farbstoffe, Liste von Färberpflanzen)
Aus den Färberpflanzen können, je nach den arteigenen Inhaltsstoffen, bestimmte Farbtöne erzeugt werden. Durch Nutzung verschiedener Pflanzenteile (Blätter, Blüten, Rinde, Wurzeln, Früchte) beziehungsweise Inhaltsstoffe, Mischung, Vor- oder Nachbehandlung können einige Pflanzenarten auch mehr als einen Farbton erzielen. Bekannte Färberpflanzen sind: